# 후루타 다이지
후루타 다이지(일본어: 古田 泰士, 1982년 8월 4일 ~ )는 일본의 전 축구 선수이다.

## 구단 경력
과거 도쿠시마 보르티스에서 활동하였다.